# Georg Rung
Georg Adolph Rung, född 9 september 1845 i Köpenhamn, död där 28 mars 1903, var en dansk meteorolog och uppfinnare. Han var son till tonsättaren Henrik Rung och far till författaren Otto Rung.
Efter att 1864 ha blivit student inträdde han i danska krigsmakten och blev 1867 sekondlöjtnant i artilleriet. Hans militära karriär avbröts dock snart av sjukdom och efter att i södern återvunnit sina krafter anställdes han 1872 som assistent under Niels Hoffmeyer vid det nyinrättade Danmarks Meteorologiske Institut (DMI) och blev 1883 dess biträdande föreståndare. Åren 1882-1900 var han kapten i danska artilleriets landstorm (forstærkning).
För att enklare kunna reproducera väderkartor uppfann han reautografin; vidare en rad apparater för hydrografiska undersökningar, som universalbathometern och apparater för mätning av temperatur i havsdjup samt för upptagning av vattenprov. Vidare uppfann han en rad självregistrerande apparater för mätning av lufttryck, regnmängd och vindstyrka.
Han gjorde även betydelsefulla uppfinningar på andra områden, av vilka kan nämnas rotationsindikatorn och precisionsmätinstrument för artilleriet. År 1885 tilldelades han Videnskabernes Selskabs silvermedalj för en avhandling om självregistrerande meteorologiska instrument, vilken publicerades i sällskapets skrifter.

## Skrifter
- Repartition de la pression atmosphérique sur l'océan Atlantique septentrional (1894)
- Repartition de la pression atmosphérique sur l'Europe (1904)